# 春天湖 (桂林)
春天湖位于广西桂林市区，属于两江四湖环城水系，是继木龙湖升船机之後第二个为实现四个内湖与外江环城通航而建设的重要控制性建筑物。

## 印象
春天湖出口换水流量小。

### 春天湖船闸

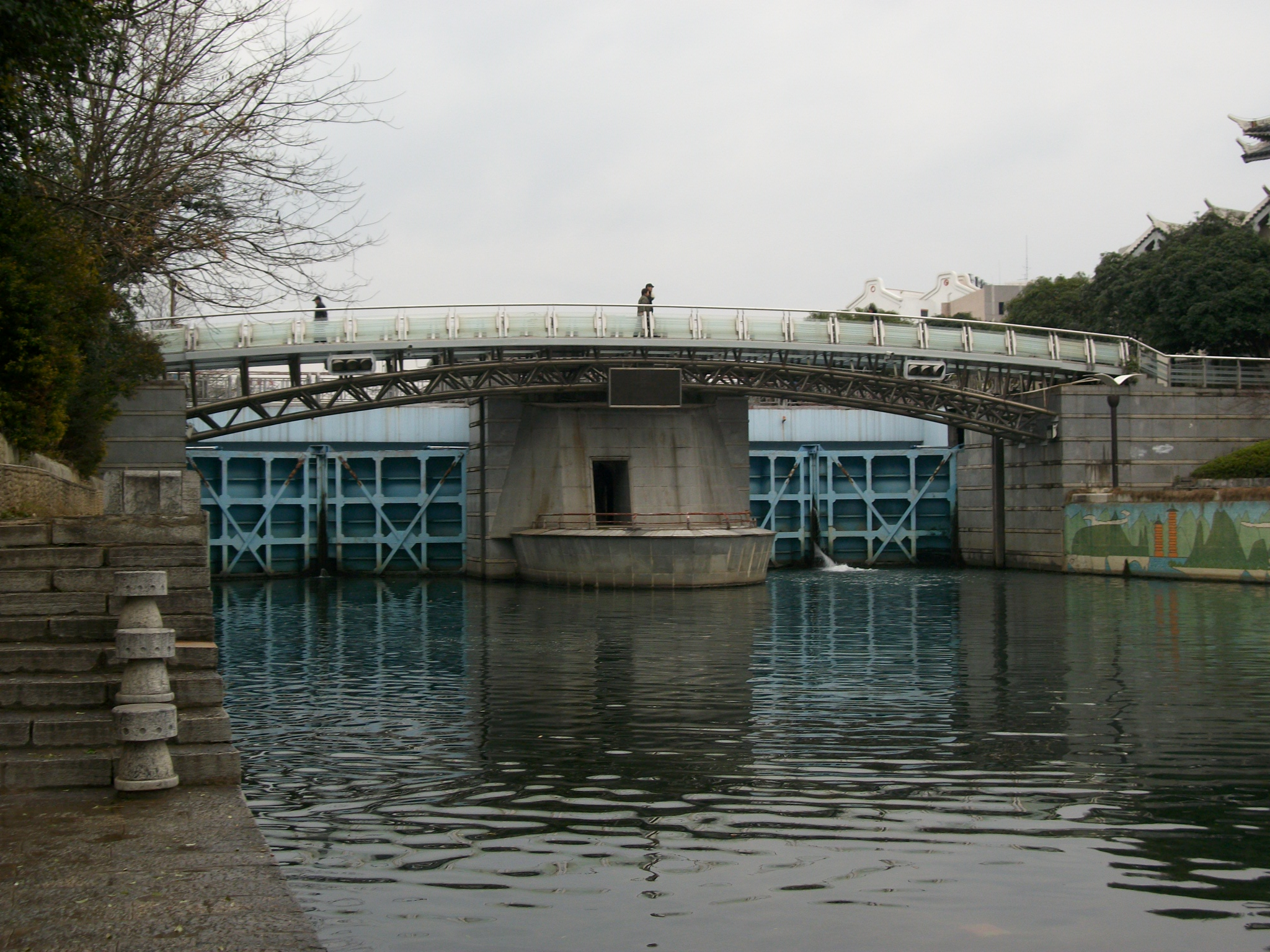
春天湖船闸

春天湖船闸位于九岗岭春天湖与桃花江相连接的出口处，虽规模不大，但地基处理、双线省水运行及金属结构的设计很有特点，船闸由上游停泊区、船闸主体建筑物、春天桥和下游引航道四部分组成。
春天湖船闸适应了春天湖出口换水流量小、省水的要求，具有“省水、快速、高效”的特点。船闸每日运行时间10小时，可过闸46次，每次过闸客流量平均为108人。

## 意义
以春天湖为中心构成了春天湖景区。